# Fightin' Blue Hens du Delaware
Les Fightin' Blue Hens du Delaware sont les équipes sportives de l’université du Delaware, à Newark dans le Delaware, aux États-Unis. Les Blue Hens participent à la division I de la Football Championship Subdivision (FCS) de la National Collegiate Athletic Association (NCAA) en tant que membres de la Conference USA. 
Le 1er juillet 2025, Delaware termine sa transition du FCS de la Football Bowl Subdivision (vers le FBS) en intégrant la Conference USA.
Plusieurs équipes dans des sports que CUSA ne sponsorise pas joueront ailleurs. L'aviron féminin participera à la Mid-American Conference, la crosse masculine à l'Atlantic 10 Conference, la natation et le plongeon masculins et féminins à l'Atlantic Sun Conference, et le soccer masculin à la Summit League. Une équipe féminine de hockey sur glace nouvellement lancée disputera sa première saison en 2025-2026 en tant que membre de l'Atlantic Hockey America (en).

## Sports pratiqués
Le programme sportif universitaire comprend 20 équipes, dont huit masculines et douze féminines.
| Équipes masculines  | Équipes féminines   |
| ------------------- | ------------------- |
| Baseball            | Basketball          |
| Basketball          | Cross-country       |
| Football américain  | Hockey sur gazon    |
| Golf                | Golf                |
| Lacrosse            | Lacrosse            |
| Football            | Aviron              |
| Natation et plongée | Football            |
| Tennis              | Softball            |
|                     | Natation et plongée |
|                     | Tennis              |
|                     | Athlétisme*         |
|                     | Volley-ball         |

*L'athlétisme ne comprend que les épreuves en extérieur.
Les Blue Hens remportent vingt-deux championnats par équipe de la CAA depuis leur adhésion en 2001.
En janvier 2011, l'université annonce que les équipes masculines d'athlétisme outdoor et de cross-country sont reclassées au statut de club, tandis que le golf féminin est ajouté.
Le 20 novembre 2016, l'équipe féminine de hockey sur gazon du Delaware remporte le championnat de la Division I NCAA, en battant les Tar Heels de l'université de Caroline du Nord 3-2.

## Basket-ball
Les Blue Hens jouent leur matchs à domicile à l'Acierno Arena du Bob Carpenter Center. Martin Ingelsby (en), ex-entraîneur adjoint des Fighting Irish de l'université Notre-Dame, est l'entraîneur-chef depuis 2016 en remplacement de Monté Ross (en).
La joueuse WNBA Elena Delle Donne est issue des Fightin' Blue Hens du Delaware.

## Football américain
Le football américain est le sport le plus populaire des Blue Hens et qui compte beaucoup de succès. Les équipes de football américain remportent de nombres titres de conférence, notamment le championnat national de football américain de la NCAA Division I FCS 2003. En 2007, les Blue Hens du Delaware jouent de nouveau le match de championnat, mais sont vaincus par le champion en titre, les Mountaineers de l'université d'État des Appalaches. En 2010, ils sont à nouveau en lice, perdant contre les Eagles de l'université d'Eastern Washington (en).
Bill Murray (en), David M. Nelson (en) et Harold "Tubby" Raymond (en), anciens entraîneurs de football américain, sont intronisés au College Football Hall of Fame. Les Blue Hens du Delaware sont l’une des deux seules équipes à avoir trois entraîneurs principaux intronisés au Temple de la renommée (les Yellow Jackets de Georgia Tech étant l’autre).
L'équipe de football américain faisait partie de la CAA Football (en) de 2010 à 2024.